# Millennium Falcon
A Millennium Falcon é uma nave estelar fictícia da franquia Star Wars. Desenhada por Joe Johnston para o filme Uma Nova Esperança (1977), apareceu posteriormente em The Star Wars Holiday Special (1978), O Império Contra-Ataca (1980), Retorno de Jedi (1983), O Despertar da Força (2015), Os Últimos Jedi (2017), Han Solo: Uma História Star Wars (2018), e A Ascensão Skywalker (2019). Além disso, a Falcon aparece em uma variedade de obras derivadas de Star Wars, incluindo livros, quadrinhos e jogos; O romance de James Luceno, Millennium Falcon, concentra-se no navio titular. Ele também aparece no filme de animação de 2014 The Lego Movie na forma de Lego.
A nave, um cargueiro Ligeiro Corelliano YT-1300, é comandada principalmente pelo contrabandista Han Solo e pelo seu imediato Wookiee, Chewbacca, e era anteriormente propriedade do jogador/con-artista Lando Calrissian. Han Solo: Uma História de Star Wars mostra a nave como sendo co-pilotada por, e mais tarde integrada com, o droide L3-37 de Calrissian. Descrita como uma das naves mais rápidas do cânone de Star Wars, a Falcon tem um aspecto desgastado mas, apesar das suas origens humildes e do seu exterior gasto, a Millennium Falcon desempenhou um papel fundamental em algumas das maiores vitórias da Aliança Rebelde e da Nova República.

## Origem e design
A nave tinha originalmente uma aparência mais alongada, mas a semelhança deste design com os Eagle Transporters em Espaço: 1999 levou George Lucas a alterar o design da Falcon. O modelo original foi modificado, redimensionado e utilizado como a nave da Princesa Leia, Tantive IV. O modelista Joe Johnston teve cerca de quatro semanas para redesenhar a Falcon, e a única sugestão de Lucas a Johnston foi "pensar num disco voador". Johnston não queria produzir um "disco voador básico", por isso criou a cabine deslocada, as mandíbulas de carga dianteiras e a ranhura traseira para os motores. Foi também dito que a forma da nave se baseava aproximadamente num hambúrguer com uma cabine verde-oliva do lado. O projeto era suficientemente simples para ser criado no prazo de quatro semanas. Johnston considerou a produção do novo desenho da Falcon um dos seus projetos mais intensos.
O som da nave a viajar através do hiperespaço provém de duas pistas do ruído do motor de um McDonnell Douglas DC-9, com uma pista ligeiramente dessincronizada da outra para introduzir um efeito de faseamento. A isto, o desenhador de som Ben Burtt acrescentou o zumbido das ventoinhas de arrefecimento na plataforma de controlo de movimentos da Industrial Light & Magic (ILM).
Foi referido que a cabine com a sua janela em forma de estufa foi provavelmente inspirado na cabine do B-29 Superfortress americano.

### Modelos e definições
Visualmente, a Millennium Falcon foi representada por vários modelos e cenários exteriores e interiores. Para os filmes de Star Wars, foi construído um cenário exterior parcial e o cenário vestiu-se como a Doca 94 de Mos Eisley e o hangar da Estrela da Morte. Para além do trem de aterragem funcional, um suporte adicional sustentava a estrutura e estava disfarçado de linha de combustível. O conjunto interior incluía o corredor do anel de estibordo, a rampa de embarque, o túnel de acesso ao cabine, a escada da torre de armas, os compartimentos secretos e o porão dianteiro. A cabine foi construído como um conjunto separado que podia ser abanado quando era suposto o navio abanar. Existem várias inconsistências entre o conjunto interno e o conjunto externo, sendo o ângulo do túnel de acesso ao cabine o mais notório.
Os modelos de efeitos para a Star Wars correspondiam ao design do cenário exterior. O modelo principal tinha um metro e meio de comprimento e era detalhado com várias peças de kit. A nave foi representada por uma matte painting quando a Princesa Leia a vê pela primeira vez, mostrando toda a superfície superior. Para a "Edição Especial" de 1997, um modelo digital substitui o modelo de efeitos em vários planos, e é usado num novo plano da Falcon a descolar da doca 94.
Para O Império Contra-Ataca (1980), foi construído um novo cenário exterior. Na primavera de 1979, a Marcon Fabrications, uma empresa de engenharia pesada que servia as indústrias petroquímica e petrolífera do Reino Unido, foi contratada para construir um modelo externo móvel à escala real capaz de "se mover como se estivesse prestes a descolar." Construído em segredo sob o nome de código do projeto Magic Roundabout, a empresa alugou o hangar do Western Sunderland Flying Boat dos anos 30 em Pembroke Dock, Gales Ocidental. O modelo, que levou três meses a construir, pesava mais de 25 t, media 20 m (65 pés) de diâmetro e 6,1 m (20 pés) de altura, e utilizava almofadas de ar comprimido para pairar até 38 mm (1.5 polegadas) de movimento de altura de voo à volta do conjunto. Foi depois desmontado e enviado para os Estúdios Elstree, em Hertfordshire, para as filmagens. Atualmente, o museu de Pembroke Dock tem uma exposição sobre o projeto.
Juntamente com a maquete em tamanho real da Falcon, foi criado um novo modelo em miniatura para O Império Contra-Ataca, para permitir à ILM filmar mais movimentos e inclinações em voo que não eram possíveis com o modelo de 1,5 metros. Este modelo podia ser montado num gimbal que permitia à ILM simular manobras muito difíceis quando a nave tentava ultrapassar os caças TIE imperiais durante a cena de fuga do campo de asteroides do filme. O novo modelo, que media aproximadamente 32 polegadas de comprimento, tinha várias características de superfície diferentes do modelo de cinco pés, incluindo um trem de aterragem atualizado e diferentes greebles de superfície. O modelo de 32" era a versão da Millennium Falcon mais representada em brinquedos, kits de modelos e materiais promocionais do universo Star Wars antes do lançamento da trilogia sequela. O modelo foi reutilizado para O Retorno de Jedi (1983). No final desta produção, o modelo foi destruído.
Tal como em Star Wars, a localização do cenário foi alterada em torno do cenário da nave. A única grande alteração de design foi a adição de um trem de aterrissagem no local onde se encontrava a linha de combustível disfarçada na Star Wars. Este conjunto incluía o lado de bombordo, dando ao conjunto sete trens de aterrissagem. O conjunto interno foi ligeiramente remodelado em relação a Uma Nova Esperança e apresentava uma porta de cabine deslizante, um porão de carga maior, um corredor adicional a bombordo e uma sala de equipamento. O cabine foi reconstruído um pouco maior para permitir que mais atores pudessem caber confortavelmente; as filmagens foram aparentemente ligeiramente cortadas em lançamentos posteriores do filme para esconder esta alteração. Foram criados dois novos conjuntos interiores que não são mostrados para se ligarem ao resto do conjunto: uma escotilha superior que Lando Calrissian (Billy Dee Williams) usa para resgatar Luke Skywalker (Mark Hamill), e onde Luke descansa numa beliche.
O modelo de efeitos de Star Wars, com 1,5 m de comprimento, foi modificado para refletir o trem de aterrissagem adicional, e foram construídos vários modelos novos, incluindo um com o tamanho aproximado de um quarto de dólar americano. Para a Edição Especial de 1997, um modelo CGI substituiu o modelo de efeitos durante a aproximação e a aterragem na Cidade das Nuvens.
Não foram criados novos modelos ou cenários para O Retorno de Jedi. Uma parte da nave à escala real foi utilizada para uma cena cortada do filme em que várias personagens embarcam na Falcon numa tempestade de areia em Tatooine. Na cena em que Han faz uma promessa a Lando para não danificar a Falcon, a Falcon é representada por uma pintura de fundo. Também aparece numa pintura mate de toda a baía do hangar.
Os cenários internos e externos foram destruídos após o fim das filmagens de O Retorno de Jedi. Os modelos de efeitos foram mantidos pela Lucasfilm e alguns têm sido expostos de tempos a tempos.
Uma versão digital da Falcão aparece brevemente em Coruscant em A Vingança dos Sith (2005). Lucas confirmou que a nave é a Falcon e não outra nave de design semelhante. Uma versão CGI da nave também aparece na atração da Disney Star Tours: The Adventures Continue.
Em 3 de junho de 2014, o TMZ confirmou que a Falcon retornaria para Star Wars: O Despertar da Força quando vazou uma foto do set do filme, mostrando uma versão em escala real da Falcon sendo construída. Uma tomada de efeitos da Falcon aparece no teaser trailer de O Despertar da Força, lançado em 28 de novembro de 2014. Esta versão da nave é uma recriação digital do modelo original de 1977 de cinco pés, com detalhes adicionais que refletem a passagem do tempo. A mudança mais notável é o conjunto de sensores retangulares acima do casco superior, que substitui o prato circular dos três primeiros filmes.
Em 16 de abril de 2021, o artista conceptual Phil Saunders partilhou algumas artes conceptuais abandonadas e revelou que Judi Dench foi considerada para um papel em A Ascensão Skywalker como a designer original da Millennium Falcon.

## Representação
"Você veio nessa coisa? Você é mais corajoso do que eu pensava."Original {{{{{língua}}}}}: Uma Nova Esperança— Leia Organa
Han Solo ganhou a Millennium Falcon de Lando Calrissian no jogo de cartas 'sabacc' vários anos antes dos eventos do filme original de Star Wars. Nesse filme, Obi-Wan Kenobi e Luke Skywalker fretam a nave na cantina de Mos Eisley para entregar a eles, C-3PO e R2-D2, e os planos roubados da Estrela da Morte para Alderaan. Quando a Falcon é capturada pela Estrela da Morte, o grupo se esconde em compartimentos de contrabando construídos no chão para evitar ser detectado durante uma busca na nave. O grupo acaba escapando a bordo da Falcon depois de resgatar a Princesa Leia. Mais tarde, Solo recebe sua taxa por entregá-los à base rebelde escondida em Yavin IV e parte em circunstâncias amargas, mas retorna para ajudar Luke a destruir a Estrela da Morte.
Solo pilota a Falcon, com Chewbacca, Leia e C-3PO a bordo, para escapar da frota imperial em O Império Contra-Ataca, o que é uma luta notável devido a um hiperdrive danificado. Eles se refugiam na Cidade das Nuvens, onde Darth Vader captura Solo depois que Boba Fett os rastreia até lá. Lando Calrissian ajuda os outros a escapar, com R2-D2 consertando com sucesso o hiperdrive da nave. No final do filme, ele parte na Falcon para encontrar Solo e seu capturador, Jabba the Hutt. Calrissian capitaneia novamente a Falcon durante o clímax de O Retorno de Jedi, com Nien Nunb como copiloto, para destruir a segunda Estrela da Morte. Antes de a segunda Estrela da Morte ser destruída, Lando acidentalmente danifica a nave ao atingir o prato da retena do sensor circular em um tubo ou circuito aleatório na segunda Estrela da Morte. De qualquer forma, Lando e os outros destroem com sucesso o Império Galáctico.
Em O Despertar da Força, que se passa cerca de 30 anos após O Retorno de Jedi, a Falcon está em poder de um sucateiro chamado Unkar Plutt no planeta deserto Jakku, tendo sido roubada de Solo e Chewbacca alguns anos antes. A catadora Rey e o ex-Stormtrooper Finn roubam a Falcon para escapar de um ataque da Primeira Ordem, já que foram alvos do droide BB-8. Eles são capturados por um cargueiro de contrabando, que acaba sendo pilotado por Solo e Chewbacca, que recuperam a Falcon. Forçado a fugir na Falcon de uma emboscada de grupos com os quais Solo tem uma grande dívida, Solo relutantemente concorda em ajudar Rey e Finn a devolver o BB-8 para a Resistência. Depois que Rey é capturada pela Primeira Ordem, Solo concorda em levar Finn na Falcon até a nova Base Starkiller da Primeira Ordem - um planeta que foi convertido na próxima geração da "Estrela da Morte" - tentando uma manobra arriscada de contornar as defesas do planeta saindo do hiperespaço em sua atmosfera. Quando Solo é morto por seu filho, os rebeldes escapam da destruição da Base Starkiller. Mais tarde, Rey usa um mapa recém-montado para viajar para Ahch-To, o local do primeiro templo Jedi, para fazer contato com o saudoso Luke Skywalker, viajando na Falcon na companhia de Chewbacca e R2-D2.
A Falcon aparece novamente em Os Últimos Jedi, ainda em Ahch-To com Rey e Chewbacca. Mais tarde no filme, Chewbacca e Rey levam a Falcon para o planeta Crait, onde a Resistência está sendo atacada pela Primeira Ordem. A Falcon perde seu sensor pela terceira vez em Crait, depois de ser atingida por um caça TIE, mas ainda assim consegue derrubar sozinha a maioria dos caças da Primeira Ordem no planeta, enquanto Luke distrai Kylo Ren. Após a batalha, a equipe da Resistência sobrevivente deixa Crait a bordo da Falcon.
Em Os Últimos Jedi, Rey usa a cápsula de fuga da Falcon para embarcar na nave principal do Líder Supremo Snoke, a Supremacia Dreadnought Estelar Mega-classe. O diretor Rian Johnson observou que queria que seu design se assemelhasse a um caixão, inspirado em Perelandra, de C.S. Lewis. A cápsula de fuga tinha um monograma com os dizeres "Propriedade de Han Solo". No filme Han Solo: Uma História Star Wars, é revelado que Lando modificou a Falcon colocando uma cápsula de fuga entre as "mandíbulas" frontais, que Han lança para escapar de um poço de gravidade.
Em A Ascensão Skywalker, a Falcon é pilotada por Lando Calrissian, Chewbacca e Wedge Antilles na batalha final de Exegol, liderando toda a frota de mundos livres contra as forças Eterno Sith.

### Corrida de Kessel
No filme inicial, Solo se gaba de que a Falcon "fez a Corrida de Kessel em menos de doze parsecs". Como o parsec é uma unidade de distância, não de tempo, foram fornecidas explicações diferentes. No quarto rascunho do roteiro, Kenobi "reage à tentativa estúpida de Solo de impressioná-los com informações obviamente equivocadas". Lucas reconheceu o equívoco em 1977, dizendo que Han modificou "o sistema de navegação para atravessar o hiperespaço na menor distância possível". No comentário em áudio do DVD do filme, Lucas explicou ainda que, no universo de Star Wars, viajar pelo hiperespaço exige uma navegação cuidadosa para evitar estrelas, planetas, asteroides e outros obstáculos, e que, como nenhuma viagem de longa distância pode ser feita em linha reta, a nave "mais rápida" é aquela que consegue traçar o "curso mais direto", percorrendo assim a menor distância.
Em O Despertar da Força, Rey faz referência à Corrida de Kessel, mas a descreve como tendo sido concluída em catorze parsecs, após o que Solo a corrige.
Em Han Solo: Uma História Star Wars, a Corrida de Kessel de Solo é retratada em detalhes, fornecendo uma explicação para a ostentação dos "doze parsecs". Solo precisa fazer muitos saltos calculados para evitar matar a tripulação. Depois de integrar o módulo de memória do droide L3 danificado de Lando à navegação da nave, Solo consegue pegar um "atalho" (que fica perigosamente perto de um buraco negro). Chewbacca indica que a distância real estava mais próxima de 13 parsecs, mas Solo insiste: "Não se você arredondar para baixo", o que implica que a afirmação de "menos de doze parsecs" é um pouco exagerada.

### Propriedade
A Falcon foi retratada muitas vezes na franquia, e sua propriedade e comando mudaram várias vezes.
- Antes de Uma Nova Esperança, a Falcon estava em posse de Lando Calrissian. Ele a perdeu para Han Solo como pagamento de uma dívida de jogo. Esse fato é retratado em Han Solo: Uma História Star Wars, bem como a integração do androide L3-37 de Lando com o computador da nave.
- Após a captura de Solo pelo Império Galáctico em O Império Contra-Ataca, Lando, Chewbacca e Leia tomam posse da Falcon.
- Durante O Retorno de Jedi, Solo deixa Tatooine a bordo da Millennium Falcon e, ao chegar ao ponto de encontro da frota rebelde, empresta a Falcon para Calrissian, que a pilota durante a Batalha de Endor e a destruição da segunda Estrela da Morte.
- Após os eventos de O Retorno de Jedi, a Falcon é roubada de Solo, indo parar no planeta Jakku sob a posse de um sucateiro, Unkar Plutt, 30 anos após a Batalha de Endor. Em O Despertar da Força, Rey e Finn comandam a nave para escapar do planeta, mas são encontrados por Solo e Chewbacca, que imediatamente recuperam a nave.
- Após a morte de Solo, Rey pilota a Falcon, com Chewbacca como copiloto. A novelização de O Despertar da Força afirma que Chewbacca abdica voluntariamente da capitania da Falcon para Rey.
- Após os eventos de Os Últimos Jedi, a nave se torna a base de operações para os membros restantes da Resistência.
- Após os eventos de A Ascensão Skywalker, a Falcon é novamente pilotada por Lando Calrissian com Chewbacca.

## Influência cultural
Joss Whedon credita a Millennium Falcon como uma de suas duas principais inspirações para seu programa de televisão Firefly. A Falcon e a forma distinta da Falcon aparecem em Star Trek: First Contact, Blade Runner, Spaceballs e Starship Troopers. A série de mangá Berserk inclui um arco da Millennium Falcon.
A SpaceX afirma que seus veículos de lançamento (exceto a Starship) têm o nome da Millennium Falcon.
A Força Aérea dos Estados Unidos batizou a primeira de suas fábricas de software de Kessel Run, devido à forma como pretendiam "contrabandear" técnicas ágeis de desenvolvimento de software e estabelecer recordes de velocidade.

### Biologia
O artrópode Cambriano médio Cambroraster falcatus recebeu o nome do Millennium Falcon.

### Brinquedos
Brinquedo Hot Wheels Millennium Falcon
A Kenner, a Hasbro, a Steel Tec, a Master Replicas, a Code 3 Collectibles e a Micro Machines lançaram brinquedos e quebra-cabeças da Millennium Falcon, incluindo uma versão da nave para Transformers.
A Hot Wheels fez um modelo da nave para sua linha de naves estelares de Star Wars e uma versão dela como carro. Ela também está disponível como um conjunto de brinquedos Hot Wheels.
A Lego lançou várias versões da Millennium Falcon em tamanhos variados. O modelo Lego de 5.195 peças (parte da Star Wars "Ultimate Collectors Series") foi fisicamente o maior conjunto Lego vendido pela empresa, até ser superado em 2008 pelo Lego Taj Mahal. Em setembro de 2017, a Lego lançou um conjunto atualizado da Millennium Falcon na Star Wars "Ultimate Collectors Series". Com o novo interior e mais detalhes em comparação com o modelo de 2007, o modelo de 7.541 peças é o conjunto de Lego mais caro disponível comercialmente. A Lego também fez uma versão da Falcon para se associar a Han Solo: Uma História Star Wars. Ela é chamada de Kessel Run Millennium Falcon.